# (100913) 1998 KJ28
(100913) 1998 KJ28 es un asteroide perteneciente al cinturón de asteroides, región del sistema solar que se encuentra entre las órbitas de Marte y Júpiter, descubierto el 22 de mayo de 1998 por el equipo del Lincoln Near-Earth Asteroid Research desde el Laboratorio Lincoln, Socorro, Nuevo México, Estados Unidos.

## Designación y nombre
Designado provisionalmente como 1998 KJ28. 

## Características orbitales
1998 KJ28 está situado a una distancia media del Sol de 2,313 ua, pudiendo alejarse hasta 2,755 ua y acercarse hasta 1,871 ua. Su excentricidad es 0,190 y la inclinación orbital 7,886 grados. Emplea 1285,26 días en completar una órbita alrededor del Sol.

## Características físicas
La magnitud absoluta de 1998 KJ28 es 16,3. 